# Accord de non-divulgation
Pour les articles homonymes, voir NDA.
Un accord de non-divulgation ou de confidentialité (de l'anglais non-disclosure agreement - « NDA » ; accord parfois aussi remplacé par contrat ou entente), est un contrat entre deux entités qui engage l'une de ces entités à tenir confidentielles certaines informations que l'autre sera amenée à lui communiquer. L'accord peut également être « mutuel », c'est-à-dire que l'une et l'autre des entités s'engagent à ne pas diffuser certaines informations échangées.
Un tel accord permet, par exemple, à une entreprise de divulguer des informations secrètes à un partenaire tout en s'assurant que ces informations ne seront pas divulguées publiquement ou à un concurrent. Ce partenaire peut alors proposer des produits compatibles avec ceux du fournisseur tout en préservant la propriété intellectuelle ou bien la partie industrielle des composants.
De plus en plus souvent, les clauses de confidentialité sont utilisées entre partenaires industriels, pour assurer la protection d'une invention qui n'est pas protégée par le brevet ; en effet la divulgation publique d'une invention ne permet pas de remplir le critère de nouveauté nécessaire à la prise de brevet. En outre, un industriel qui ne souhaite pas prendre un brevet, peut utiliser ces accords pour préserver la confidentialité de son savoir-faire, et ainsi ne pas engager de frais d'enregistrement liés au brevet.
Dénoncer un crime ou une action illégale aux autorités n'est généralement pas considérée comme une violation de l'accord,.
Par ailleurs, certains reprochent à ces accords leur inutilité et mettent en garde contre son utilisation abusive. Il faut donc réfléchir si l'objet ou la découverte peut être protégée, car une simple idée ne peut pas être brevetée ni protégée.